# Championnat de France des rallyes 1986
Navigation
Édition précédente Édition suivante
Didier Auriol devient pour la première fois champion de France des rallyes, au volant de la MG Métro 6R4 (à noter toutefois sa participation au Tour Auto sur Mercedes 190). A égalité de points avec François Chatriot, l'ambulancier de Millau se voit décerner le titre au nombre de victoires (cinq contre quatre). Il s'agit aussi de la dernière saison des groupes B. À la suite des accidents tragiques de la saison écoulée, la FIA a purement et simplement décidé d'interdire ces autos de toutes les compétitions internationales sur route.

## Rallyes de la saison 1986
| N° | Dates                     | Rallye                    | Vainqueur         | Copilote                | Voiture              |
| 1  | 3 avril-6 avril           | Rallye des Garrigues      | François Chatriot | Michel Périn            | Renault 5 Maxi Turbo |
| 2  | 1er mai-3 mai             | Tour de Corse             | Bruno Saby        | Jean-François Fauchille | Peugeot 205 Turbo 16 |
| 3  | 17 mai-18 mai             | Rallye du Rouergue        | Didier Auriol     | Bernard Occelli         | MG Métro 6R4         |
| 4  | 6 juin-8 juin             | Rallye Alpin-Behra        | François Chatriot | Michel Périn            | Renault 5 Maxi Turbo |
| 5  | 5 septembre-7 septembre   | Rallye du Mont-Blanc      | Didier Auriol     | Bernard Occelli         | MG Métro 6R4         |
| 6  | 25 septembre-28 septembre | Tour de France automobile | François Chatriot | Michel Périn            | Renault 5 Maxi Turbo |
| 7  | 9 octobre-12 octobre      | Rallye d'Antibes          | Didier Auriol     | Bernard Occelli         | MG Métro 6R4         |
| 8  | 25 octobre-26 octobre     | Rallye Alsace-Vosges      | Didier Auriol     | Bernard Occelli         | MG Métro 6R4         |
| 9  | 7 novembre-9 novembre     | Critérium des Cévennes    | Didier Auriol     | Bernard Occelli         | MG Métro 6R4         |
| 10 | 27 novembre-30 novembre   | Rallye du Var             | François Chatriot | Michel Périn            | Renault 5 Maxi Turbo |

## Classement du championnat
| Place | Pilote              | Voiture                                            | Points | 1   | 2   | 3   | 4   | 5   | 6   | 7   | 8   | 9   | 10  |
| ----- | ------------------- | -------------------------------------------------- | ------ | --- | --- | --- | --- | --- | --- | --- | --- | --- | --- |
| 1er   | Didier Auriol       | MG Métro 6R4 & Mercedes 190                        | 119    | ab  | ab  | 1er |     | 1er | 2e  | 1er | 1er | 1er | 9e  |
| 2e    | François Chatriot   | Renault 5 Maxi Turbo                               | 119    | 1er | 2e  | ab  | 1er | 2e  | 1er | 2e  | ab  | ab  | 1er |
| 3e    | Alain Oreille       | Renault 11 Turbo Gr A                              | 89     | 3e  | ab  | 5e  | ab  | 7e  | 6e  | 4e  | 2e  | 4e  | ab  |
| 4e    | Pierre-César Baroni | Ford Escort RS Turbo Gr N                          | 70     | 7e  |     | 8e  | ab  | ab  | 5e  | 10e | 6e  |     | 11e |
| 5e    | Yves Loubet         | Alfa Romeo Alfetta GTV6 & Alfa Romeo 75 V6 Gr A    | 64     | ab  | 3e  |     | 4e  |     | 3e  | ab  | 3e  | ab  | ab  |
| 6e    | Bernard Donguès     | Renault 5 GT Turbo Gr N                            | 45     | 8e  | ab  |     | 12e | 16e | ab  |     | ab  | 12e | 14e |
| 7e    | Jean Ragnotti       | Renault 11 Turbo Gr A                              | 44     | ab  | 4e  |     |     |     |     |     |     | 3e  | 2e  |
| 8e    | Bertrand Balas      | Alfa Romeo Alfetta GTV6 & Alfa Romeo 75 V6 Gr A    | 42     | ab  | ab  | 6e  |     | 8e  | 4e  |     |     | 5e  | 5e  |
| 9e    | Patrick Bernardini  | BMW 325i Gr N                                      | 40     |     | 11e | 10e | ab  | 11e |     |     |     |     | 8e  |
| 10e   | Jacques Panciatici  | Alfa Romeo Alfetta GTV6 & Alfa Romeo 75 Turbo Gr N | 39     | ab  |     |     | 11e | 17e |     | ab  | ab  | 9e  | ab  |

### Autres championnats/coupes sur asphaltes
- Championnat de France des rallyes 2e Division : 
  - 1erPascal Thomasse sur Renault 5 Maxi Turbo avec 146pts
  - 2e Dominique de Meyer sur Renault 5 Maxi Turbo avec 106pts
  - 3e Fabien Doenlen sur Peugeot 205 GTI avec 68pts